# Endeis holthuisi
Endeis holthuisi is een zeespin uit de familie Endeidae. De soort behoort tot het geslacht Endeis. Endeis holthuisi werd in 1961 voor het eerst wetenschappelijk beschreven door Stock. 